# Țigănești (gmina w okręgu Teleorman)
Țigănești – gmina w Rumunii, w okręgu Teleorman. Obejmuje tylko jedną miejscowość Țigănești. W 2011 roku liczyła 4508 mieszkańców. 